# SIG Sauer P226
SIG Sauer P226 (Зиг Зауер) е един от добилите световна популярност модели пистолети. В много държави е на въоръжение в специалните части за борба с тероризма. За класа си е най-доброто в света, съчетавайки достатъчна компактност, надежност, прецизна стрелба, просто устройство, мощност, вместимост на пълнителя. Приет е за допълнително оръжие в екипировката на Navy SEAL. Приет на въоръжение и в някои от структурите от СЗНС в България (НСО, Служба Военна Полиция, СКСО и др.) заедно с модела P2022.
Мунициите са 9 mm Para, .357 SIG, .40 S&W, като пълнителят събира съответно от 15 патрона за 9 mm Para до 12 с .357 SIG и .40 S&W. Незареден тежи 742 g за 9 mm и 840 g за останалите два калибъра. Съгласно най-модерните концепции няма външни предпазители, но наличните позволяват да се носи с патрон в патронника, (което вече е разрешено според българското законодателство). Съществуват много варианти на SIG Sauer P226, но разликите им са предимно козметични.
От лявата страна на пистолета се виждат: бутона за откопчаване на пълнителя, затворната задръжка, специален палец, поставящ чукчето в положение на предпазител (при DAK липсва, a при други модели е сложен обикновен предпазител) и палец, освобождаващ затвора.
Една от по-новите версии SIG Sauer P226 Rail е с жлебове в предната част на рамата, предназначени за монтиране на лазерен мерник или тактическо фенерче. Други по-известни версии на модела са P226 ST, P226 NAVY, P226R-DAK, P226R Tactical. Могат да се смятат за потомци на P226 и спортните версии с компенсатори и други приспособления – SIG Sauer P226 Sport.
SIG Sauer P226 е създаден от компаниите SIG и Sauer. Той принадлежи към серията Classic Full Size и е продължение на базовия модел SIG Sauer P220. Първоначално е създаден за участие в конкурса за нов армейски пистолет в САЩ, но заради по-ниската си цена конкурса печели Берета 92.